# Daniel Tortolero
Daniel Tortolero Nuñez es un jugador español de fútbol profesional con demarcación de defensa y que actualmente juega para el Doxa Katokopias. Nació el 6 de septiembre de 1981 en Esplugas de Llobregat. A los 10 años entró en la cantera del FC Barcelona, donde ha jugado en todas las categorías, desde alevín B al primer equipo. En la campaña 2000-2001 subió del tercer equipo al Barça B (Segunda B), donde estuvo durante tres temporadas. Llegó a debutar con el primer equipo del Barça, jugando en la Champions League ante el Brujas y el Galatasaray. Ha sido internacional en todas les categorías inferiores, incluida la sub-21.

## Clubes
| Club                   | País   | Temporada | Categoría                  | Partidos | Goles |
| ---------------------- | ------ | --------- | -------------------------- | -------- | ----- |
| UD Cornella            | España | 1998-2001 | Tercera División           |          |       |
| FC Barcelona B         | España | 2001-2003 | Segunda División           | 82       | 3     |
| Elche CF               | España | 2003-2004 | Segunda División           | 27       | 2     |
| Gimnàstic de Tarragona | España | 2004-2005 | Segunda División           | 23       | 1     |
| Hércules CF            | España | 2005-2007 | Segunda División           | 6        | 0     |
| UD Salamanca           | España | 2007-2008 | Segunda División           | 38       | 4     |
| Gimnàstic de Tarragona | España | 2008-2009 | Segunda División           | 59       | 5     |
| Girona FC              | España | 2009-2012 | Segunda División           | 69       | 7     |
| CE Sabadell FC         | España | 2012-2013 | Segunda División           | 17       | 1     |
| Doxa Katokopias        | Chipre | 2013-     | Primera División de Chipre | 12       | 0     |